# Franz Heinrich Krey

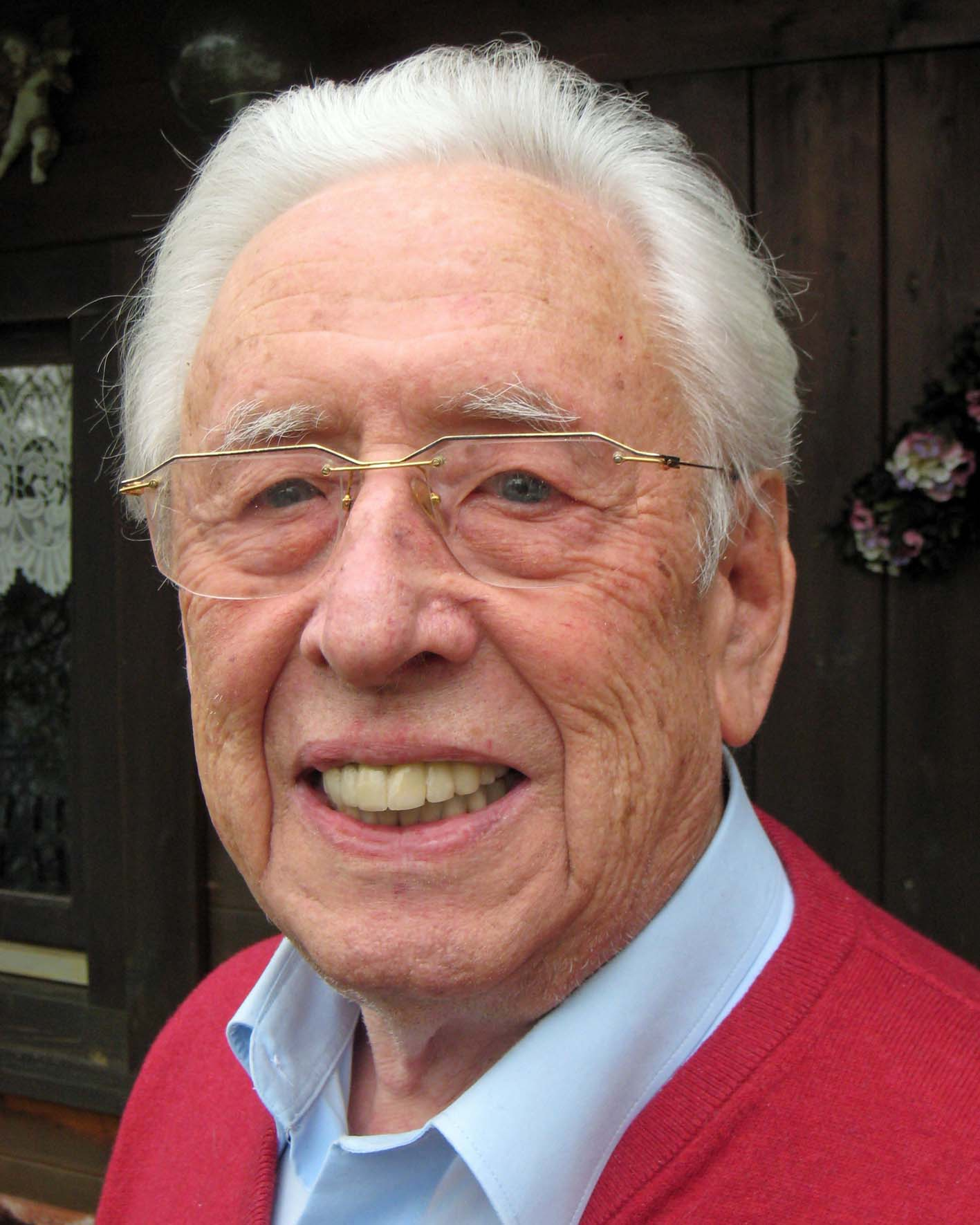
Porträt von Franz Heinrich Krey (2013)

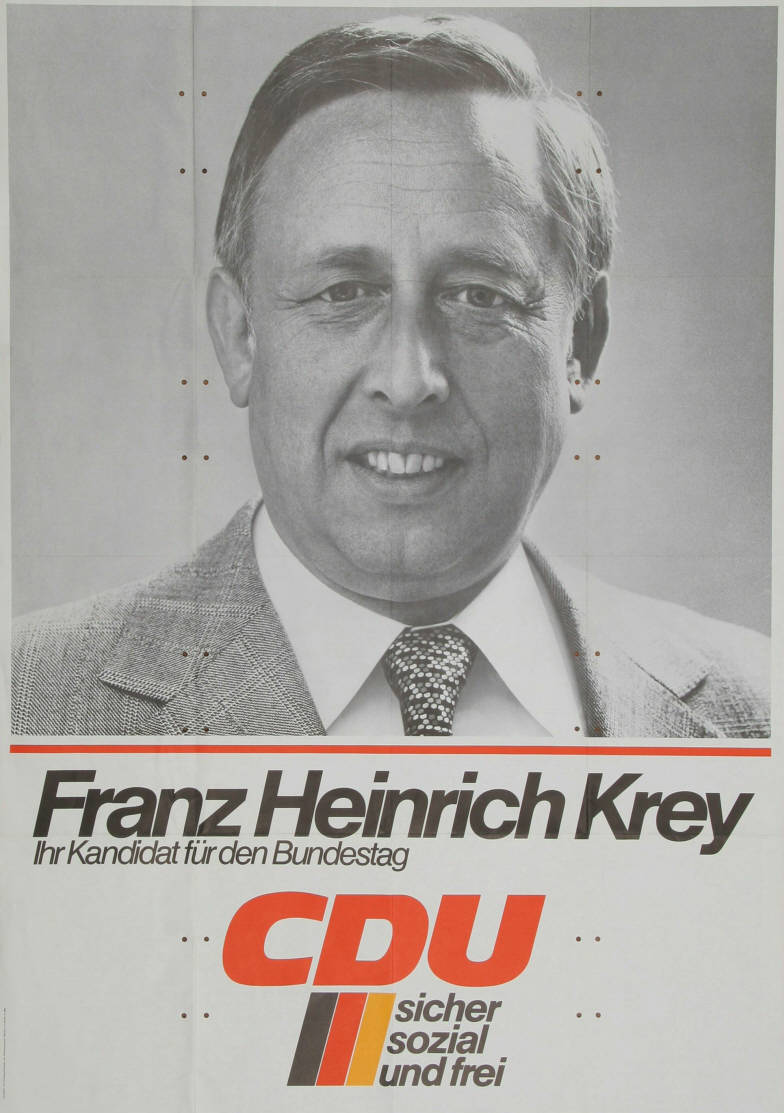
Kandidatenplakat zur Bundestagswahl 1976

Franz Heinrich Krey (* 18. Februar 1930 in Bergisch Gladbach; † 10. Mai 2017 ebenda) war ein deutscher Journalist und Politiker (CDU).

## Leben und Beruf
Krey wurde im Zweiten Weltkrieg ab 1. September 1944 als Fronthelfer an der Westfront eingesetzt.
Nach dem Kriegsende setzte Krey seine schulische Ausbildung fort und bestand 1951 das Abitur. Er absolvierte eine Ausbildung beim Verlag und bei der Redaktion der Kölnischen Rundschau, war dort von 1958 bis 1961 als Leiter der Redaktion Köln-Land tätig und wurde im Anschluss Geschäftsführer einer Kölner Verlagsgesellschaft.
Neben dem Beruf war Krey in vielen Ehrenämtern aktiv, u. a. auch im Karneval bei der Großen Bergisch Gladbacher Karnevalsgesellschaft von 1927 e.V. Er wurde 1958 zum Präsidenten gewählt, leitete die Karnevalssitzungen und war 1955 Bauer im Dreigestirn. Später heiratete er die damalige Jungfrau Inge. Krey war auch Erster Vorsitzender des Verein Robert-Tillmanns-Haus e.V."

## Partei
Krey schloss sich 1949 der Jungen Union (JU) an und war von 1954 bis 1960 Vorsitzender der JU im Rheinisch-Bergischen Kreis. Von 1956 bis 1961 war er Mitglied im Landesvorstand der JU Rheinland und anschließend bis 1964 Landesgeschäftsführer des Verbandes. Er trat 1952 in die CDU ein, war Mitte der 1960er Jahre Vorsitzender des CDU-Stadtverbandes Bergisch Gladbach und von 1975 bis 1991 Vorsitzender des CDU-Kreisverbandes Rheinisch-Bergischer-Kreis. Er war bis zu seinem Tode in der CDU aktiv.

## Abgeordneter
Krey war von 1965 bis 1974 Ratsmitglied der Stadt Bergisch Gladbach und von 1975 bis 1984 Kreistagsmitglied des Rheinisch-Bergischen Kreises. Er gehörte von 1976 bis 1994 dem Deutschen Bundestag an und war dort von 1983 bis 1990 stellvertretender Vorsitzender des Innenausschusses. Im Parlament vertrat er von 1976 bis 1980 den Wahlkreis Rheinisch-Bergischer Kreis und anschließend bis 1994 den Wahlkreis Rheinisch-Bergischer Kreis I.

## Öffentliche Ämter
- Krey war von 1984 bis 1989 ehrenamtlicher Bürgermeister der Stadt Bergisch Gladbach.

## Ehrungen
- Rheinlandtaler, 1988
- Ehrenbürger der Stadt Bergisch Gladbach seit 1999
- Büste in Bronze auf dem Charly-Vollmann-Platz neben dem Rathaus in Bergisch Gladbach Stadtmitte, errichtet am 10. Mai 2017[4]

## Schriften
- E Levve för de Bütt, Band 1, Die Doof Noss, Pulheim 1991, ISBN 3-924182-26-4